# Treibspiegel

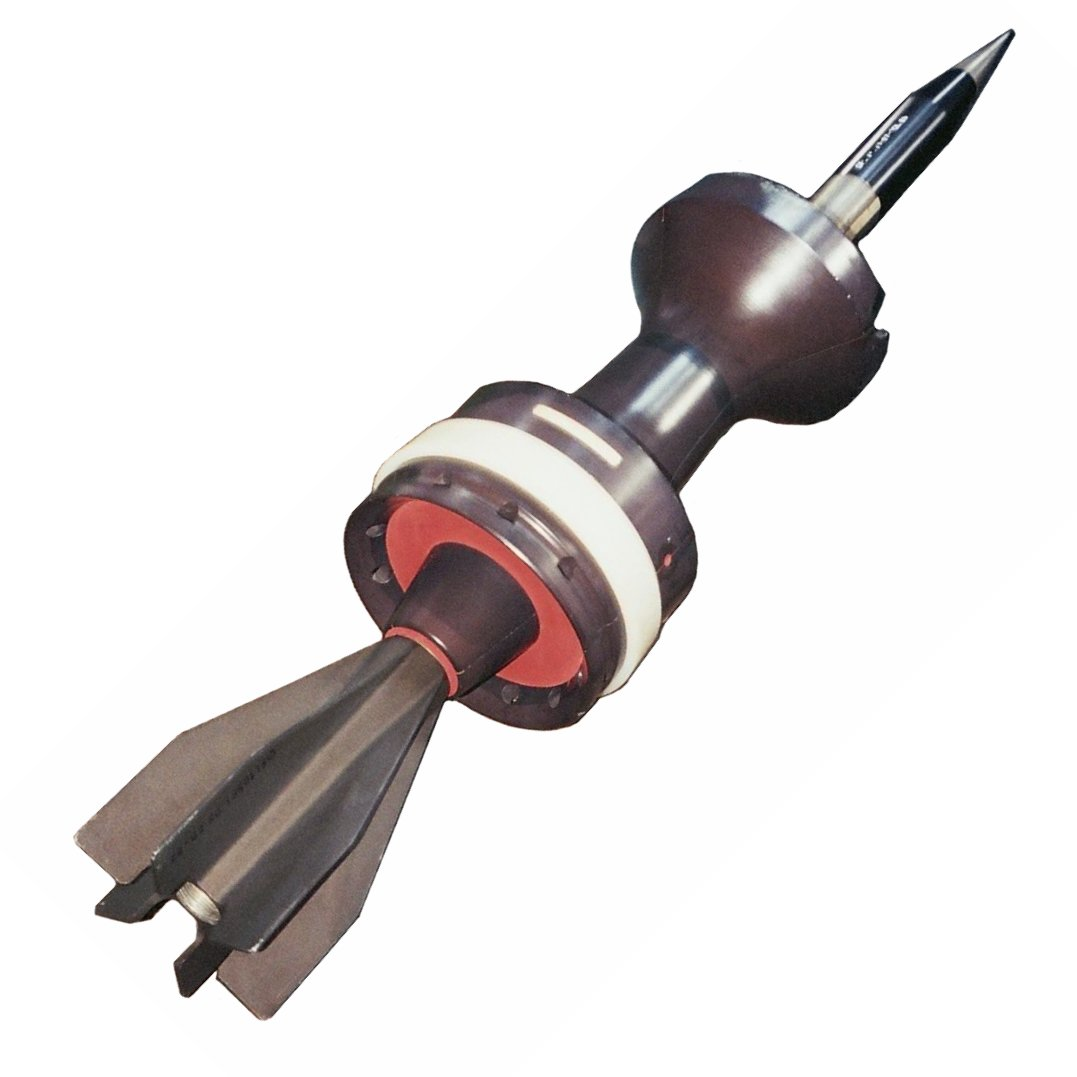
Wuchtgeschoss (Flechette) mit Treibspiegel

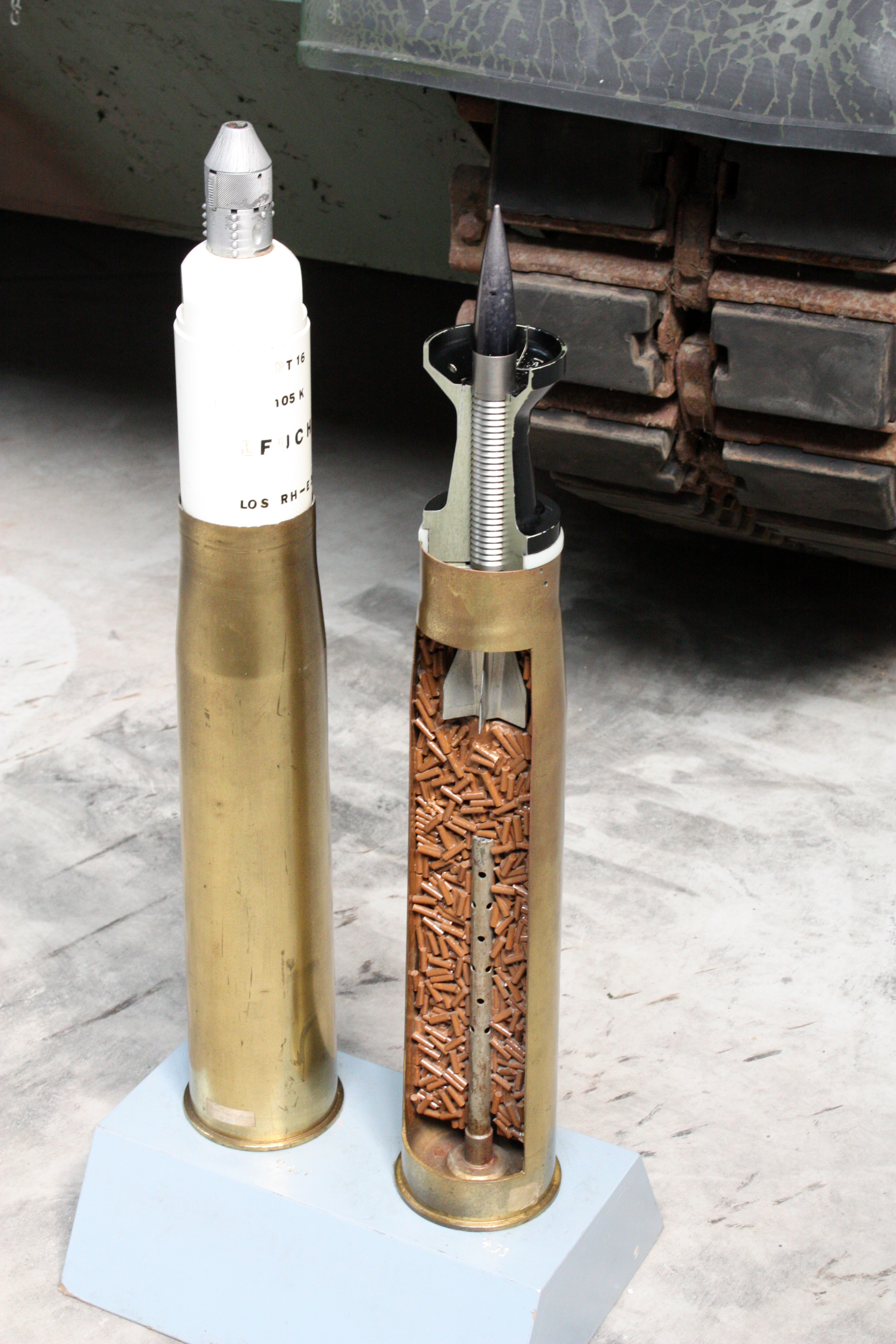
Treibkäfiggeschoss DM23 (rechts)

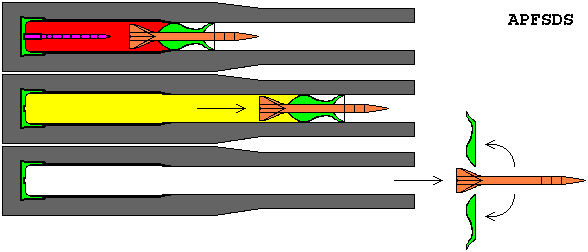
APFSDS, Armor Piercing Fin-Stabilized Discarding Sabot, panzerbrechendes flügelstabilisiertes Treibkäfiggeschoss
Treibladung
Treibgas
Treibspiegel
Wuchtgeschoss
Lauf

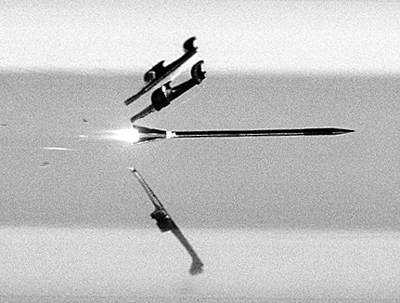
Ein APFSDS-Geschoss, dessen Treibspiegel sich kurz nach dem Verlassen des Laufes ablöst

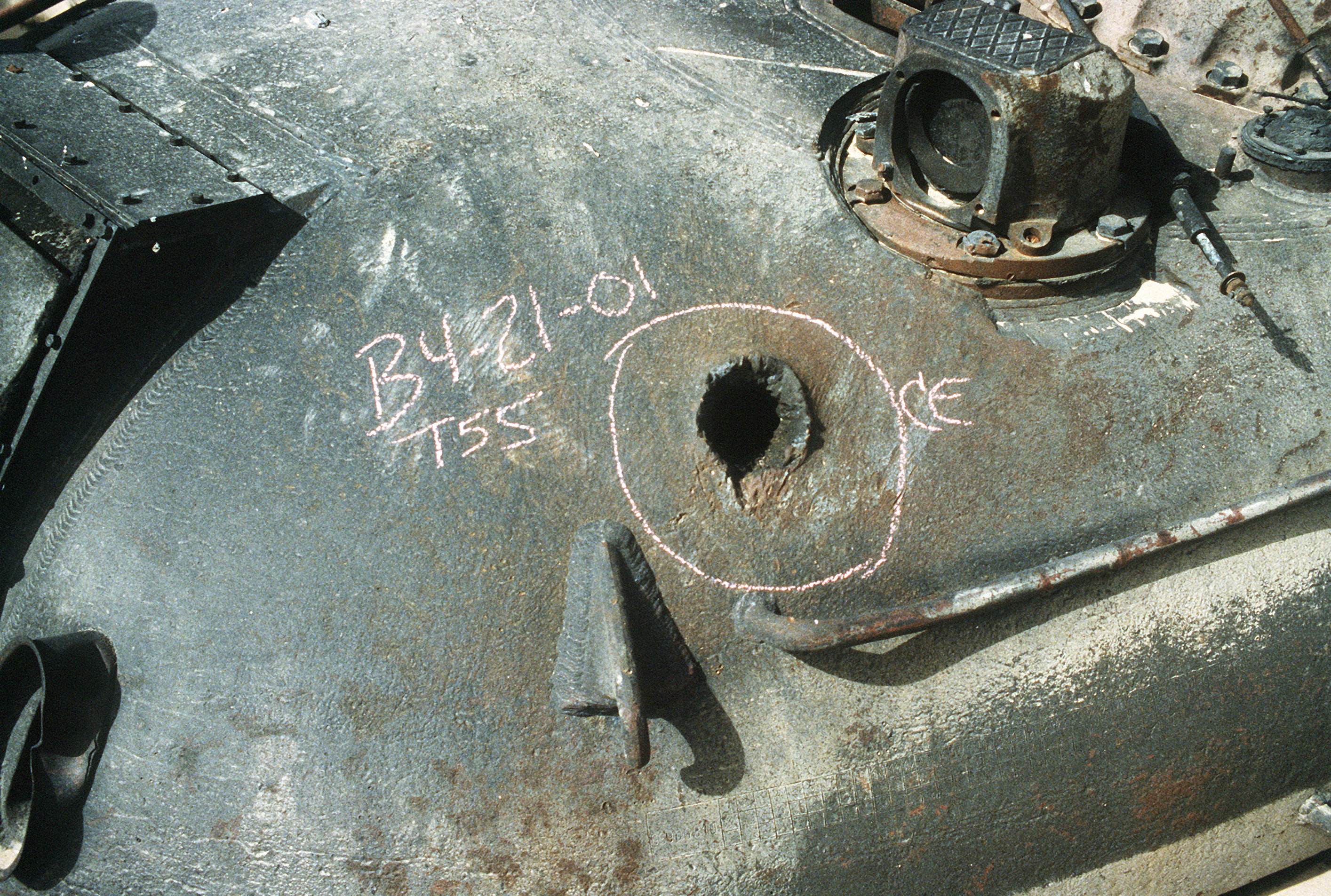
Geschützturm eines T-55 nach Beschuss mit einem APFSDS-Geschoss

Als Treibspiegel, bei modernen Granaten auch Treibkäfig (engl. Sabot), bezeichnet man in der Waffentechnik einen zwischen Geschoss und Treibladung einer Feuerwaffe eingesetzten Munitionsbestandteil, der zur Abdichtung des Laufes und Trennung des meist unterkalibrigen Geschosses gegen die Treibgase dient.

## Geschichte
Der Treibspiegel wurde ursprünglich zur besseren Abdichtung der noch sehr ungenau gefertigten Steinkugeln oder Bleikugeln von großkalibrigen Vorderladern entwickelt. Meist kam ein Holzpfropfen zum Einsatz.
Aus historischen Gründen bezeichnet man den Treibspiegel in der französischen und englischen Sprache als „Sabot“, was „Holzschuh“ bedeutet.
In Einzelfällen wurden noch Mitte des 20. Jahrhunderts hölzerne Treibspiegel eingesetzt, so beim HARP-Projekt.

## Funktion
Der Treibspiegel oder -käfig dichtet die Treibladung im Lauf ab, verringert die Querschnittsbelastung des Geschosses und bietet damit den Pulvergasen bei dem eingesetzten unterkalibrigen Projektil eine größere Wirkungsfläche. Dadurch erhöht sich die Mündungsgeschwindigkeit des Geschosses. Der Treibspiegel trennt sich nach Verlassen des Laufes vom Geschoss. Dadurch erhöht sich die Querschnittsbelastung des Geschosses, was dessen Durchschlagskraft erhöht. Löst sich der Treibspiegel nach dem Verlassen des Laufs nicht unmittelbar und symmetrisch, führt dies zu geringerer Treffpräzision.
Bei Kartätschen und Schrotpatronen dient ein Treibspiegel zur Abdichtung der Treibladung gegen die Kugeln, die die Pulvergase sonst teilweise durchlassen würden, ohne durch sie beschleunigt zu werden.
Treibspiegelgeschosse können in Feuerwaffen mit innen glatten oder spiralförmig gezogenen Läufen verschossen werden. Gewehre mit glattem Lauf sind Flinten und Geschütze mit solchem Rohr werden analog als Glattrohrgeschütz bezeichnet.
Treibspiegel (Treibkäfige) dienen bei moderner Unterkalibermunition wie beim Flechette zur Führung des Geschosses in dem größeren, gezogenen Lauf der Waffe.
Der Treibspiegel wird in großem Umfang bei den panzerbrechenden, finnenstabilisierten Treibkäfiggeschossen verwendet. Die englische Abkürzung ist APFSDS – „Armor Piercing Fin-Stabilized Discarding Sabot“ – siehe Wuchtgeschoss.

Typen von Treibspiegeln
Treibspiegelfänger
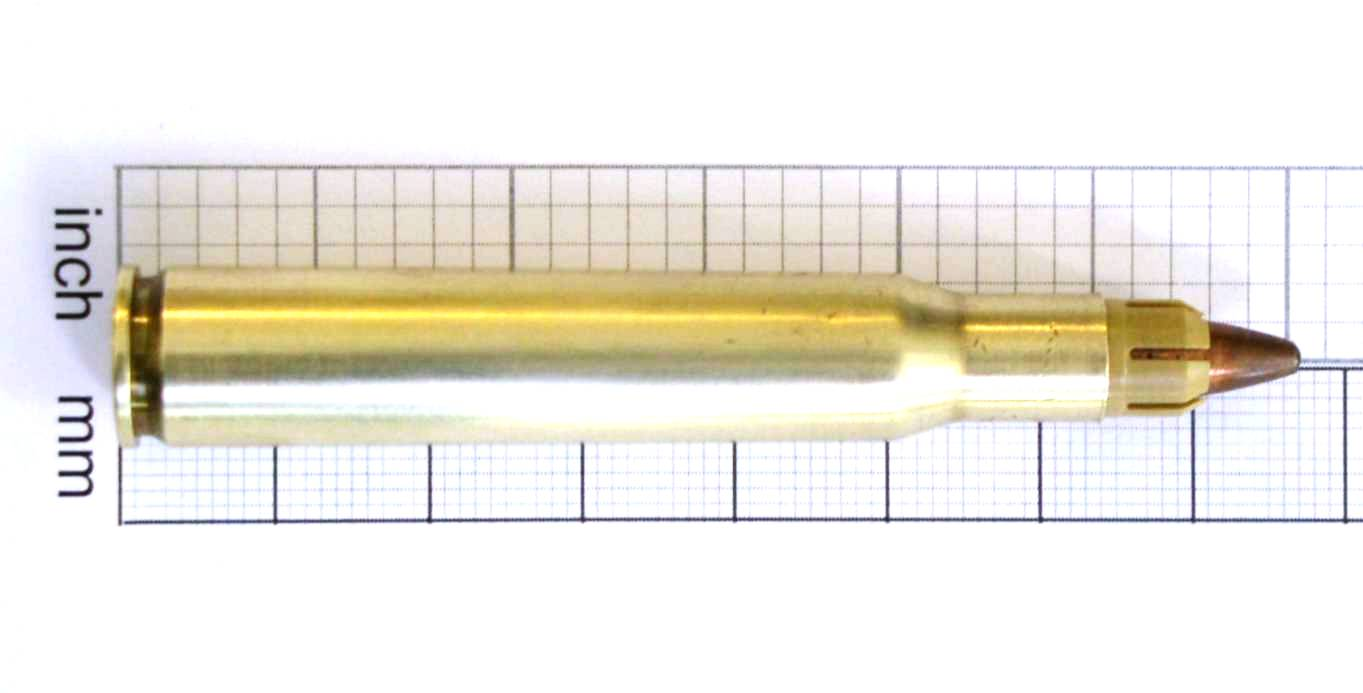
Büchsenpatrone (.30-06 Springfield) mit Treibkäfiggeschoss 5,56 mm
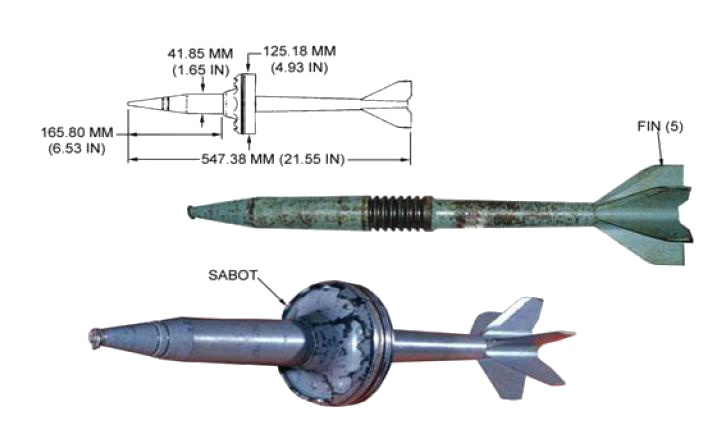
125 mm BM-15 mit und ohne Treibspiegel
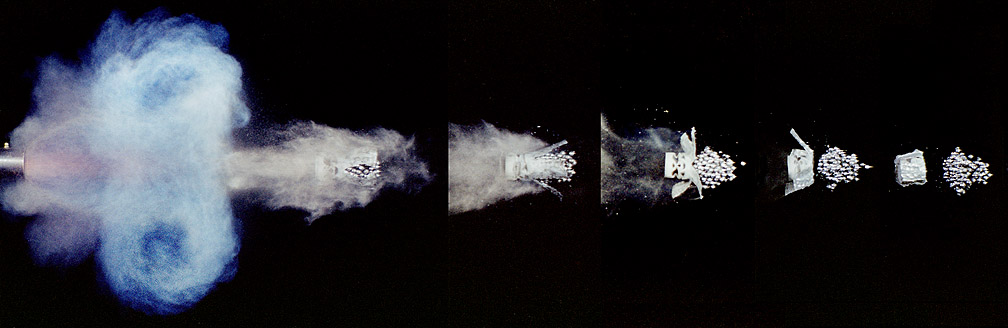
Schrotpatrone mit Treibspiegel

## Juristische Einstufung in Deutschland
Nach dem Waffengesetz (WaffG) der Bundesrepublik Deutschland ist der Umgang u. a. mit folgender Munition verboten:

„Patronenmunition für Schusswaffen mit gezogenen Läufen, deren Geschosse im Durchmesser kleiner sind als die Felddurchmesser der dazugehörigen Schusswaffen und die mit einer Treib- und Führungshülse umgeben sind, die sich nach Verlassen des Laufes vom Geschoss trennt.“

Hintergrund ist die im Deliktfall geringe Möglichkeit der Zuordnung eines Projektils zu einer Waffe.